# Арал (Таласский район, Жамбылская область)
Арал (каз. Арал) — село в Таласском районе Жамбылской области Казахстана. Входит в состав Ушаралского сельского округа. Код КАТО — 316247200.
Село расположено на реке Талас неподалёку от озера Кайкыколь.

## Население
В 1999 году население села составляло 190 человек (103 мужчины и 87 женщин). По данным переписи 2009 года, в селе проживало 711 человек (395 мужчин и 316 женщин).